# D 785 (Türkei)
Die Straße D 785 (Devlet yolu 785) ist eine 309 km lange Straße in der Türkei. Sie führt von Gerze südlich von Sinop an der Küste des Schwarzen Meers nach Çuğun (Provinz Kırşehir).

## Verlauf
Die Straße zweigt beim Dorf Kabalı (Teil von Gerze) von der Schwarzmeerküstenstraße D 010 Europastraße 70 zunächst nach Süden ab und führt über die Pässe Dranoz Geçidi (1370 m) und Diranaz Geçidi (1350 m) und den  Dranas-Tunnel (2016 m) nach Boyabat, wo sie die Straße D 030 kreuzt und dabei ein kurzes Stück gemeinsam mit ihr verläuft. Die Fortsetzung führt zum Fluss Kızılırmak. Sie folgt dessen Tal zunächst auf der Nordseite nach Kargı, wo sie auf die D 100 (Europastraße 80) trifft. Von der D 100 trennt sie sich im rund 45 km östlich gelegenen Osmancık. Sie führt nach Süden nach Laçin und von dort in die Provinzhauptstadt Çorum, wo von Westen die D 180 auf die D 785 und die D 795 trifft. Die D 785 führt über 21 km gemeinsam mit der D 795, trennt sich dann von ihr und verläuft in südwestlicher Richtung weiter über den Pass Karadana Geçidi (1145 m) zur Einmündung der Straße D 190. Von dort führt die D 190 nach Sungurlu.
Die D 785 weist ein weiteres Teilstück in der Provinz Yozgat auf, das bei Yerköy an der West-Ost-Achse der D 200 (Europastraße 88) beginnt und nach Südwesten über Çiçekdağı und den Pass Çiçekdağı Geçidi (1300 m) zur D 260 führt, an der sie in Çuğun 15 km vor Kırşehir endet.